# Didier Flament
Didier Flament   (Tourcoing, 4 de gener de 1951) és un tirador d'esgrima francès, ja retirat, especialista en floret, que va competir durant les dècades de 1970 i 1980.
El 1976 va prendre part en els Jocs Olímpics d'Estiu de Montreal, on disputà dues proves del programa d'esgrima. En la prova del floret per equips guanyà la medalla de bronze, mentre en la del sabre per equips quedà eliminat en sèries. El 1980, als Jocs de Moscou guanyà la medalla d'or en la competició del floret per equips, mentre en la del floret individual quedà eliminat en sèries.
En el seu palmarès també destaquen quatre medalles al Campionat del món d'esgrima, una d'or, dues de plata i una de bronze, entre les edicions de 1974 i 1982. També va guanyar una medalla d'or als Jocs del Mediterrani de 1979 i el campionat nacionals de floret de 1980.